# Thomas Chamon
Thomas Chamon, né le 25 juin 1989 à Furnes, ville située en Région flamande dans la province de Flandre-Occidentale, est un coureur cycliste belge, amateur de 2005 à 2018.

## Palmarès
- 2006
  - 4e étape de Sint-Martinusprijs Kontich
  - 3e étape du Keizer der Juniores
- 2007
  - Menin-Kemmel-Menin ou Gand-Menin
  - Gand-Wevelgem juniors
  - 3e du Trophée des Flandres
- 2008
  - 2e du Grand Prix du 1er mai - Prix d'honneur Vic De Bruyne
- 2010
  - Champion de Flandre-Occidentale sur route espoirs
  - Grand Prix de Waregem
  - 2e du Grand Prix des Flandres françaises
  - 3e du Circuit du Port de Dunkerque